# Nakkebølle Fjord
Nakkebølle Fjord er en tragtformet fjord der skærer knap tre kilometer ind i den sydlige del af Fyn fra det Sydfynske Øhav, ca. 10 km øst for Fåborg. Hundstrup Å har sit udløb i fjorden. Oprindelig var den knap fem km dyb, men den indre del blev inddæmmet i 1866-70. Ved vestsiden af indsejlingen til fjorden ligger de tre forbundne øer Store Svelmø, Græsholm og Lille Svelmø, der er forbundet med Fyn via en ebbevej.
I bunden af den afvandede del af fjorden ligger herregården Nakkebølle og på østsiden af fjorden ligger havnen Fjællebroen/Fjellebroen der tidligere var en vigtig ladeplads, der havde toldkontrol helt frem til 1974.

## Inddæmningen
Afvandingen skabte 61 hektar eng og kostede 36.708 rigsdaler, til bl.a. anskaffelse af en lokomobil og en vindmølle til at pumpe vandet væk. Allerede den 13. november 1872 ødelagde Stormfloden næsten hele dæmningen, men den blev genopbygget.
I 1953 brød diget sammen langs Hundstrup Å, dels fordi det var bygget af dårlige materialer, men det var også undermineret af mosegrise, og ødelæggelsen fortsatte 1954, da 20 meter dige blev helt skyllet væk. Der blev gennemført endnu en dyr genopbygning, men allerede efter en kort årrække blev arealet vandlidende og jorden sammensunken og uegnet til landbrugsdrift.
Området blev i 2003 gendannet som en ferskvandssø på 85 hektar, omgivet af våde enge. 

## Voldstedet Herregårdsholmen
Ved udkanten af skoven "Enemærket" lige nord for dæmningen, ved vestsiden af det indæmmede område, ligger voldstedet "Herregårdsholmen", der er ca. 16 x 7 meter, og har været omgivet af voldgrave, der stadig ses som en lavning i terræneet.

## Nakkebølle Sanatorium
Ved vestbredden af fjorden ligger ved Limmer Odde det tidligere Nakkebølle Sanatorium, der blev opført af Nationalforeningen for tuberkulosens bekæmpelse og indviet 1908 med Otto Helms som leder. Det fungerede som rekreationshjem for tuberkulosepatienter frem til slutningen af 1960'erne, og var derefter plejehjem for Odense Kommune frem til 1985. Det var i perioder flygtningecenter, og blev i 1998 købt af Tvind, og har rummet flere skoler, Småskolen ved Nakkebølle Fjord og fra 2008 til 2018 Nyborg Søfartskole. Stedet har også været brugt til Bed & breakfast og lejrskole . Den 6. juni 2019 blev det annonceret at Småskolen ved Nakkebølle Fjord er erklæret konkurs.
I marts 2023 blev Nakkebølle Sanatorium købt af det odenseanske ejendomsudviklingsfirma TASFO Selskaberne, som endnu ikke har fremlagt en detaljeret plan for stedets fremtid, men de har i en pressemeddelelse og til TV2 Fyn udtalt, at de forestiller sig, at der skal pustes liv i stedets oprindelige rekreative formål.